# 清隆寺
清隆寺（せいりゅうじ）は、根室市にある真言宗智山派の寺院。本尊は不動明王。北海道三十三観音霊場22番札所。

## 歴史
1892年(明治25年)、開創、寺号公称。大伝法院座主高志大了導師となり、開眼供養。本尊は総本山智積院下附の不動明王。尊像として、上品蓮台寺より招来された、1700年(元禄13年)開眼の上品弥陀座像及び天平年間作の地蔵菩薩像。

## 境内
国後島より招来された千島桜。日本一遅い開花の桜とされる。